# Puzznic
Puzznic (パズニック?, Pazunikku) è un videogioco arcade di tipo rompicapo sviluppato da Taito e pubblicato nel 1989, successivamente convertito per diversi altri sistemi e home computer dell'epoca.

## Modalità di gioco
Ogni livello di Puzznic è costituito da uno schermo fisso con visuale laterale che ricorda un gioco rompicapo, con diversi tipi di tessere ammucchiate su un terreno complesso.
Il giocatore può posizionare il cursore su una tessera sullo schermo e farla scorrere orizzontalmente finché vuole. Se la tessera viene fatta scorrere su un'area dove non c'è pavimento, cadrà a terra. In questa situazione, se due o più tessere dello stesso tipo sono in contatto tra loro, scompariranno, quindi il livello viene ripulito quando tutte le tessere sullo schermo vengono cancellate. Come nei rompicapo classici, se le tessere che cadono dopo essere state cancellate continuano a scomparire, si creerà una reazione a catena e si otterrà un punteggio elevato.
Quando ci sono un numero dispari di tessere dello stesso tipo, il giocatore non può superare il livello accoppiandole tutte insieme (bisogna cancellarle tutte e tre contemporaneamente). Inoltre ha due "Retry" (tentativi) a disposizione per sessione, cioè quando si accorge di avere fatto un errore irreversibile può tornare all'inizio del livello utilizzando un Retry. Se non riesce a superare il livello entro il limite di tempo, o se esaurisce i tentativi e le bombe e rimane solo una tessera di un certo tipo, la partita termina.
Nella versione arcade, i puzzle sono disponibili dal livello 1 all'8. Ogni livello ha quattro problemi e il giocatore può passare al livello successivo superandoli tutti in ordine. Come nella serie Darius, il percorso si ramifica man mano che passa al livello successivo e ogni livello ha quattro problemi per il numero di livelli (144 problemi in totale). Quando si inizia, si può scegliere la posizione di partenza dal livello 1 al 3. Superare il livello 8 non porta alla fine e il gioco verrà ripetuto dal primo problema di un percorso diverso sullo stesso livello 8 e il limite di tempo diventerà gradualmente più breve (la diminuzione di un secondo diventerà più rapida). Alla fine, il gioco terminerà quando il limite di tempo diventerà troppo breve per essere superato.

## Accoglienza
In Giappone, la rivista Game Machine elencò Puzznic nel numero del 1º dicembre 1989 come la quarta unità arcade di maggior successo del mese.